# Bátaszék
Bátaszék é uma cidade da Hungria, situada no condado de Tolna. Tem 63,68 km² de área e sua população em 2019 foi estimada em 6.217 habitantes.